# Marthana ferruginea
Marthana ferruginea is een hooiwagen uit de familie Sclerosomatidae.